# Brigada Anticrime-BAC
Brigada Anti-Crime BAC é uma unidade especial da Policia Nacional de Cabo Verde que se dedica unica e especialmente a combater a criminalidade, prevenir acontecimentos que possam alterar a ordem e a segurança pública, acabar com bandos armados, combater o tráfico de droga e fracções criminosas como grupo de gangues e deliquentes.
A BAC é famosa pela forma e pelos equipamentos que usa durante suas deligências noturnas pelas ruas das cidades com mais índice de criminalidade. Os agentes "Ninja" da BAC são equipados com coletes à prova de bala, Fuzís e metralhadoras, pistola, Gás pimenta, Cacetetes, Taser de shock electrico, capacetes e andam de viaturas especiais blindadas. 
Também compete à BAC intervir em operações especiais de resgate a refém, operações antisequesto e rapto, operações de desarmamento civil, busca de individuos perigosos e combate ao crime organizado.
http://www.policianacional.cv